# Acanthopsyche ebneri
Acanthopsyche ebneri is een vlinder van de familie van de zakjesdragers (Psychidae). De wetenschappelijke naam van deze soort is voor het eerst voorgesteld als Amicta ebneri door Hans Rebel in een publicatie uit 1917.
De soort komt voor in Soedan.